# Silnice II/220
Silnice II/220 je silnice II. třídy, která vede z Karlových Varů do Nejdku. Je dlouhá 13,6 km. Prochází jedním krajem a jedním okresem.

## Vedení silnice

### Karlovarský kraj, okres Karlovy Vary
- Rybáře (křiž. I/6)
- Karlovy Vary (křiž. III/2201)
- Mezirolí (křiž. II/209)
- Děpoltovice (křiž. III/2204)
- Fojtov (křiž. III/2205, III/2206)
- Pozorka
- Nejdek (křiž. III/21047)